# Harold Ridley
Sir Nicholas Harold Lloyd Ridley (Kibworth Harcout, 10 luglio 1906 – Stapleford, 25 maggio 2001) è stato un oculista britannico che ha inventato la lente intraoculare e ha aperto la strada alla chirurgia dell'impianto della lente intraoculare per i pazienti affetti da cataratta..

## Biografia

### Primi anni
Nicholas Harold Lloyd Ridley nacque a Kibworth Harcourt, nel Leicestershire, figlio di Nicholas Charles Ridley e di sua moglie Margaret Parker. Aveva una balbuzie che era in gran parte in grado di gestire. Da bambino incontrò e si sedette sulle ginocchia di Florence Nightingale, un caro amico di sua madre.
Studiò alla Charterhouse School prima di passare al Pembroke College di Cambridge, dove studiò medicina dal 1924 al 1927, e completò la sua formazione medica nel 1930 al St Thomas' Hospital. Successivamente, fu chirurgo sia al St Thomas che al Moorfields Eye Hospital di Londra, specializzandosi in oftalmologia. Nel 1938 fu nominato chirurgo a pieno titolo e consulente al Moorfields Hospital nel 1946.

### Operazioni di cataratta e lenti intraoculari
Durante la seconda guerra mondiale, ebbe modo di curare piloti della Royal Air Force con ferite agli occhi, tra cui Gordon "Mouse" Cleaver capo dello squadrone 601. Ridley osservò che quando si conficcavano delle schegge di plastica acrilica, provenienti dalle tettoie della cabina di pilotaggio degli aerei, negli occhi dei piloti, non innescano il rigetto infiammatorio come accadeva con le schegge di vetro.
Questo lo portò a proporre l'uso di lenti artificiali per curare la cataratta. Egli possedeva una lente fabbricata usando lo stesso materiale - marchio Perspex, prodotto da Imperial Chemical Industries - e il 29 novembre 1949, al St Thomas' Hospital, realizzò il primo impianto di una lente intraoculare, anche se solo l'8 febbraio 1950 lasciò permanentemente una lente artificiale in posizione in un occhio. La prima lente venne prodotta dalla società Rayner di Brighton & Hove, East Sussex, un'azienda che continua a produrre e commercializzare lenti intraoculari a piccola incisione.
Il primo impianto IOL negli Stati Uniti è stato eseguito nel 1952: una lente Ridley-Rayner impiantata al Wills Eye Hospital di Filadelfia.
Ridley aprì la strada a questo trattamento nonostante la prolungata e forte opposizione da parte della comunità medica internazionale. Lavorò duramente per superare le complicazioni e affinò la sua tecnica alla fine degli anni '60. Alla fine, con il suo allievo Peter Choyce, ottenne il riconoscimento mondiale. La lente intraoculare venne approvata come "sicura ed efficace" dalla Food and Drug Administration degli Stati Uniti nel 1981. Le prime lenti approvate dalla FDA - Choyce Mark VIII e Choyce Mark IX Anterior Chamber - furono prodotte da Rayner.
La chirurgia di estrazione della cataratta con impianto di lenti intraoculari è oggi il tipo più comune di chirurgia oculare.
Nel 1987, Gordon "Mouse" Cleaver, il cui infortunio nel 1940 aiutò Ridley a concepire l'idea di utilizzare una lente intraoculare acrilica, subì un intervento di cataratta e l'impianto di una lente per ripristinare la sua vista.

### Servizio bellico e ricerca oftalmica
Ridley era nei servizi ospedalieri civili nel sud-est dell'Inghilterra durante i primi anni della seconda guerra mondiale, quando vide i piloti feriti della battaglia d'Inghilterra. Tra la metà e la fine della guerra fece parte del RAMC (Royal Army Medical Corps) e venne distaccato in Africa occidentale e nel Sud-est asiatico.

#### Oncocercosi (cecità fluviale)
Mentre era in Africa, Ridley condusse importanti ricerche sull'oncocercosi quando era di stanza nella Gold Coast, ora Ghana, durante il suo servizio in guerra. Nel 1941, mentre lavorava, part-time, come addetto ai servizi igienico-sanitari nella capitale Accra, incontrò il brigadiere GM Findlay, che stimolò il suo interesse a studiare la cecità fluviale, una malattia endemica in alcune parti del paese. Per trovare pazienti con oncocercosi, Ridley lasciò la città costiera e viaggiò via terra, con il capitano John Holden, nel nord-ovest del Ghana. Lavorò per due settimane a Funsi, nel Distretto di Wa Est nella Regione Nordoccidentale, esaminando pazienti con una lampada a fessura alimentata da una batteria da 12 volt. La maggior parte di loro (90%) aveva l'oncocercosi e il dieci per cento era completamente cieco. Le condizioni erano primitive e Ridley registrò le sue osservazioni del fondo retinico mediante pittura ad acquerello e fotografia. La sua pittura del fondo (a volte definito il "fondo di Ridley" dell'oncocercosi) fu completata ad Accra al suo ritorno da Funsi. "L'attenzione che ha richiamato su questa malattia costituisce uno dei maggiori contributi di Ridley. La sua monografia "Ocular Onchocerciasis", pubblicata nel 1945 in un supplemento del British Journal of Ophthalmology, fu un punto di riferimento."

#### Oftalmia da veleno di serpente

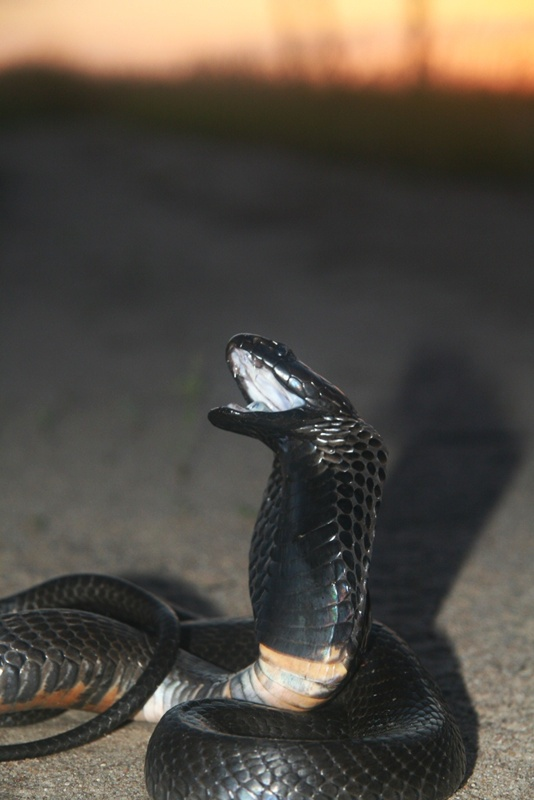
Cobra dal collo nero

Scrivendo come Maggiore Harold Ridley, nel 1944 pubblicò un breve articolo sul British Journal of Ophthalmology sui serpenti sputatori e un resoconto sulla composizione e l'azione del veleno di serpente in generale. Dalle sue esperienze nella Gold Coast, Ridley descrisse l'oftalmia da veleno di serpente in un operaio di 30 anni, di nome Gogi Kumasi, che stava tagliando l'erba quando un cobra dal collo nero sollevò la testa e sputò con forza veleno verso l'occhio destro dell'uomo da una distanza di circa un metro e mezzo. Ridley curò l'uomo e seguì il suo caso finché l'occhio non fu completamente guarito, dopo circa una settimana. Dopo aver discusso sugli usi terapeutici del veleno di serpente, ipotizzò che in futuro il veleno diluito o un costituente del veleno sarebbe potuto essere usato come potente anestetico in alcuni casi di chirurgia oftalmica.

#### Ambliopia nutrizionale
Dopo aver completato 18 mesi in Ghana, nel 1944 Ridley fu trasferito in India e poi in Birmania, dove studiò e curò ex prigionieri di guerra malnutriti. Il suo biografo David Apple riporta le stesse parole di Ridley: "A Calcutta, non avevamo praticamente nulla da fare e nessun incarico - una situazione che continuò dopo il trasferimento a Parragan, vicino a Calcutta. Alla fine fui trasferito a Rangoon, in Birmania, dove ricominciò la vita attiva. Curai oltre 200 prigionieri di guerra alleati, rilasciati a Rangoon e Singapore, che soffrivano di ambliopia nutrizionale mentre erano prigionieri di guerra giapponesi. Molti dei prigionieri avevano lavorato alla ferrovia della Birmania. Affamati e maltrattati, avevano sviluppato uno scotoma centrale improvviso,  alleviabile con una buona dieta, se disponibile. Alcuni svilupparono atrofia ottica, mentre altri ebbero un recupero parziale entro sei settimane dal rilascio. Tuttavia, i casi avanzati, sebbene sottoposti a una dieta ricca di vitamine, erano irreversibili. Successivamente scrissi un articolo sul tema dell'ambliopia nutrizionale". Il suo articolo venne pubblicato nel 1945 con osservazioni che erano preveggenti."Non è chiaro se il disturbo in un percorso visivo abbia origine nella retina o nel nervo ottico. L'incapacità della corticale capillaris di nutrire gli strati retinici esterni alla macula può essere significativa." La terapia che usò anticipava l'uso odierno dei multivitaminici nei pazienti con ARMD. Una terapia logica poiché i problemi derivano dalla malnutrizione. Ridley utilizzò la terapia multivitaminica, li riportò a una dieta normale e notò un miglioramento delle condizioni dei detenuti. Il teatro di guerra della Birmania consentì il primo studio su larga scala di individui con ambliopia nutrizionale: un totale di oltre 500 casi di cui circa 200 esaminati e curati personalmente.

### The International Intra-Ocular Implant Club
Il Club venne fondato nel 1966 da Ridley e Peter Choyce, per promuovere la ricerca nel campo dell'impianto di IOL. A quel tempo c'era una diffusa opposizione, tra gli oftalmologi, all'uso delle IOL. I fondatori vedevano il club come un forum per consentire uno scambio libero e senza ostacoli o preclusioni di idee sulle IOL e sulle tecniche chirurgiche di impianto. Fin dall'inizio fu internazionale nei suoi membri e si pose un ruolo genitoriale e consultivo, per le società nazionali allora nascenti, da sviluppare in ogni paese per chirurghi di impianto intraoculare. Tuttavia, questo ruolo globale venne riconosciuto solo, con un cambio di nome, nel luglio 1975, quando il Club degli impianti intraoculari divenne The International Intra-Ocular Implant Club.

### La Ridley Eye Foundation
Nel 1967 Ridley creò la Ridley Foundation, conosciuta come Ridley Eye Foundation, per raccogliere fondi per la chirurgia della cataratta da destinare ai paesi in via di sviluppo e per curare la cecità evitabile. Ente di beneficenza registrato ai sensi della legge inglese, l'organizzazione continua ad essere attiva in questi campi, in particolare in Medio Oriente. Il figlio di Ridley, Nicholas, ne è presidente.

### Ultimi anni
Ridley si ritirò dal servizio ospedaliero del NHS nel 1971.
Negli anni '90 venne sottoposto con successo all'impianto bilaterale di lenti intraoculari, presso il St Thomas' Hospital, dal chirurgo Michael Falcon. Così Harold Ridley beneficiò della propria invenzione e della procedura operativa che aveva personalmente sperimentato, ma ciò che gli piacque di più fu averlo fatto nell'ospedale dove aveva eseguito la prima operazione del genere.
Ridley visse a Stapleford vicino a Salisbury, Wiltshire fino alla morte avvenuta il 25 maggio 2001.

## Riconoscimenti e premi
Nei trent'anni successivi all'impianto della prima lente intraoculare, Ridley ricevette scarsi o nulli ringraziamenti e riconoscimenti dai suoi colleghi. La situazione iniziò a cambiare negli ultimi vent'anni della sua vita quando iniziò a ricevere riconoscimenti per l'invenzione che aveva restituito la vista a milioni di pazienti in tutto il mondo e venne anche insignito del cavalierato.
Nel 1986 Ridley è stato eletto Fellow della Royal Society. Il suo primo titolo onorifico accademico è stato un dottorato, Doctor of Humane Letters (DHL), conferitogli nel 1989 dalla Medical University of South Carolina, Charleston.
Nel 1992, Ridley ricevette la medaglia Gullstrand (conferita dalla Società svedese di medicina) dal nome del famoso chirurgo oftalmico svedese Allvar Gullstrand. Nel 1994 gli venne assegnata la Medaglia Gonin (conferita dal Club Jules Gonin di Losanna) intitolata al famoso chirurgo della retina svizzero Jules Gonin.
Nell'aprile 1999, all'incontro annuale dell'American Society of Cataract and Refractive Surgery a Seattle, Ridley venne indicato come uno degli oftalmologi più importanti e influenti del XX secolo. Nello stesso anno, alla riunione della Società Europea di Oftalmologia (Stoccolma, luglio 1999) ottenne un altro premio e un altro ancora all'incontro annuale della Società europea di cataratta e chirurgia refrattiva (Vienna, settembre 1999).
Il 31 dicembre 1999 venne annunciato l'elenco New Year Honors 2000 per il Regno Unito e la Nuova Zelanda che includeva Ridley come una delle quarantacinque persone a cui era stato concesso l'onore di Knight Bachelor, "per i servizi pionieristici alla chirurgia della cataratta". Successivamente, in una cerimonia a Buckingham Palace, nel febbraio 2000, è stato nominato cavaliere (Sir) dalla Regina Elisabetta. Questo è stato il culmine di anni di attività e di lobbying da parte del biografo ufficiale di Ridley (David J. Apple) e di illustri amici chirurghi come Emanuel Rosen e Thomas Neuhann,  insieme a leader dell'industria dei dispositivi medici oftalmici come Donald J. Munro, presidente e amministratore delegato della società Rayner di Brighton & Hove, Regno Unito.

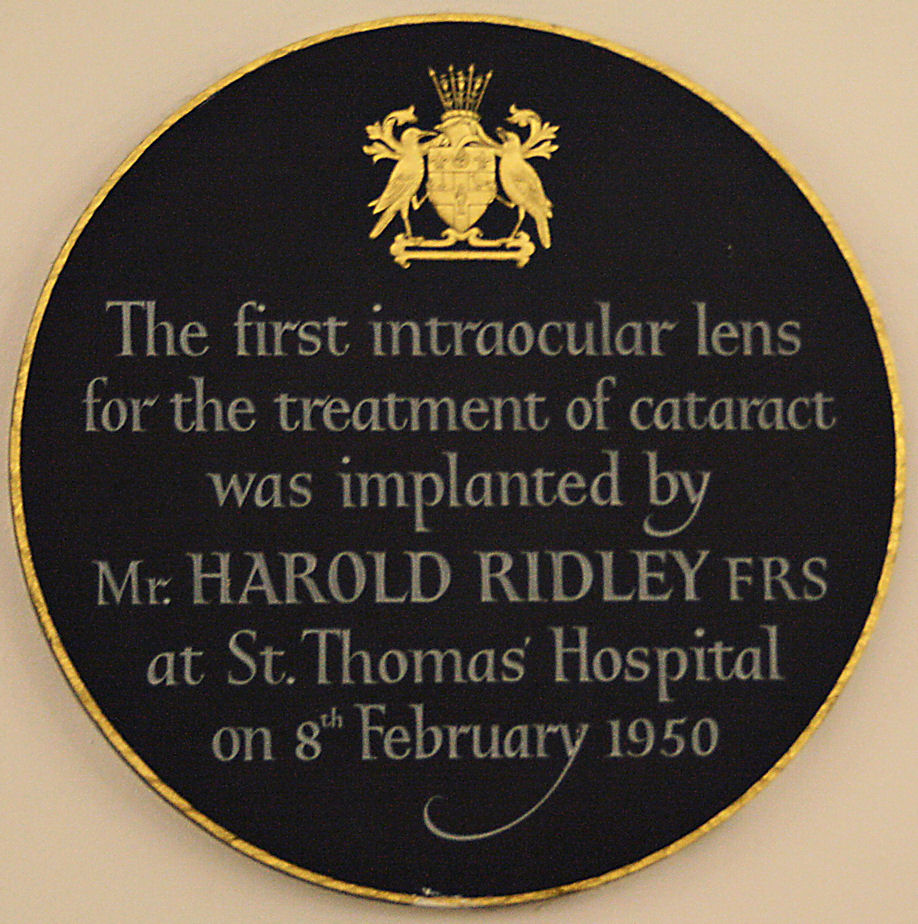
Primo inserimento permanente della lente intraoculare, 8 febbraio 1950

Nel 2001 è stata installata una targa, al St Thomas' Hospital di Londra, per commemorare il primo impianto di IOL. Ridley morì lo stesso anno, a Salisbury, nel Wiltshire.
Nel settembre 2010, la Royal Mail ha emesso una serie di francobolli commemorativi per contrassegnare le "scoperte mediche". Progettato da Howard Brown, il francobollo da 67 penny raffigurava un intervento chirurgico di impianto di lenti artificiali introdotto da Sir Harold Ridley nel 1949.
Una targa blu Heritage per commemorare il suo lavoro rivoluzionario è stata installata a Kibworth Harcourt, Leicestershire, il 18 febbraio 2012, grazie alla ricerca condotta da Bob Haggerty, un residente locale a cui era stata impiantata una lente intraoculare.
Una targa in memoria di Ridley è installata nei giardini della sua alma mater il Pembroke College di Cambridge, che recita: "RIDLEY'S WALK/Questa targa è collocata in memoria di Sir Harold Ridley FRS 1906-2001/pioniere della chirurgia delle lenti intraoculari, laureato & benefattore di questo College/dal cui antenato, il vescovo Nicholas Ridley, Maestro 1540-1553,/martirizzato nel 1555, questo sentiero è tradizionalmente chiamato".
Nel 2013, un profilo biografico di Ridley è stato incluso in un libro intitolato Saving Sight: An eye surgeon's look at life behind the mask and the heroes who changed the way we see, di Andrew Lam.

## Film e TV
Il 6 gennaio 2016, durante il programma televisivo della BBC 1 The One Show, è stato proiettato un cortometraggio sul legame tra Gordon "Mouse" Cleaver e Sir Harold Ridley. Utilizzando film d'archivio e materiale fotografico e un'intervista con Nicholas, il figlio di Sir Harold, Michael Mosley ha riferito del "momento Eureka" che ha portato all'invenzione della lente intraoculare. Il film è stato realizzato da ICON Films di Bristol.